# Heteromysis beetoni
Heteromysis beetoni är en kräftdjursart som beskrevs av Modlin 1984. Heteromysis beetoni ingår i släktet Heteromysis och familjen Mysidae. Inga underarter finns listade i Catalogue of Life.